# Antaeus (banda)
Antaeus es un grupo de black metal francés de Maisons-Laffitte, población a las afueras de París. Son relativamente conocidos dentro de la escena nacional y reconocibles tanto por su música violenta e intensa como por la inclusión de partes ambientales e industriales que escenifican una atmósfera malsana y oscura.

## Trayectoria
El grupo comenzó tocando un black metal afín a las características de los grupos de las Black Legions francesas, hasta que en 1996 entró MkM, vocalista excepcional capaz de modular su voz dentro de un espectro muy amplio, bajo cuya dirección el estilo fue variando hacia un raw black metal sin concesiones.
Antaeus logró a través de los años labrarse cierta fama gracias a sus composiciones ultra-violentas de ritmo casi marcial, y a los conciertos ofrecidos en territorio nacional, particularmente enérgicos. Para su tercer discos ficharon por Norma Evangelium Diaboli, sello en cuyo nacimiento participó el propio MkM, y en 2006, hicieron una gira por Europa junto a Secrets of the Moon.
Sin embargo, debido a problemas de salud y al inesperado desmembramiento de la formación durante el año 2007, el grupo anunció que no volvería a dar conciertos y se limitaría a grabar discos de estudio, aunque existen rumores que apuntan hacia un cese definitivo de las actividades en un futuro próximo.

## Discografía

### Álbumes de estudio
- Cut your Flesh and Worship Satan (2000)
- De Principii Evangelikum (2002)
- Blood Libels (2006)
- Condemnation (2016)

### Álbumes en directo
- Nihil Khaos - live '99 (1999)
- Satanik Audio Violence, Helloween 2000 (2000)
- Satanik Audio Violence 2013, Live_at_Wolf_Throne_Festival (2013)

### EP
- Rekordin 2000-1 (1999)
- Rot (2004)

### Maquetas
- Y.A.T.B.O.T.M. (1995)
- Supremacist Dawn (1996)
- Promo'98 (1998)

### Compartidos
- Eternal Majesty & Antaeus (1998)
- Reverse Voices of the Dead, con Necrophagia (2001)
- SPK Kommando, con Hell Militia, Deviant y Eternal Majesty (2001)
- Antaeus/Aosoth (2002)
- Antaeus & Krieg Live Split CD (2003)
- From the Entrails to the Dirt, con Malicious Secrets, Mütiilation y Deathspell Omega) (2005)

## Miembros actuales
- MkM (desde 1996): Voz (también en Aosoth, ex-Tenebrare, ex-Deviant, ex-Haceldama, ex-Temple of Baal y ex-Nachtmystium)
- Set (desde 1999): Guitarra (también en Aosoth, ex-Aes Dana, ex-Sublime Cadaveric Decomposition)

## Miembros previos y provisionales
- Antaeus (Greg Piat) Guitarra y voz en la primera maqueta (1994-1999)
- Thorgon Guitarra (1999-2003) (también en Aosoth, Eternal Majesty, ex-Deviant)
- Servus Guitarra (2003-2006) (también en Deathcode of the Abyss)
- Amduscias Guitarra (también en Temple of Baal)
- Thurim Guitarra (también en Tenebrare)
- Kheer Bajo
- Dark Priest Bajo
- Sagoth  Bajo (1999-2003) (también en Eternal Majesty, Aosoth, ex-Ancestral Fog, ex-Reverence)
- Storm Batería (1994-2003) (también ex-Arkhon Infaustus, ex-Sublime Cadaveric Decomposition, ex-Aes Dana)
- ZVN Batería (2003-2006) (también en Necroblaspheme)
- Fleshkult Batería (también en Horrid Flesh)
- Nash Teclado
- LSK (2003-2008): Bajo (también en Hell Militia, Vorkreist, Love Lies Bleeding, ex-Corpus Christii)